# 諾克舍斯海崖
56°19′S 27°34′W / 56.317°S 27.567°W
諾克舍斯海崖（英語：Noxious Bluff），是南極洲的海崖，位於南桑維奇群島的扎沃多夫斯基島，海拔高度50米，在1971年由英國南極名稱諮詢委員會命名，現時由南極條約體系管理。